# États-Unis aux Jeux olympiques d'été de 1968
Les États-Unis participent aux Jeux olympiques d'été de 1968, à Mexico au Mexique. Il s'agit de leur 16e participation à des Jeux d'été.
La délégation américaine, composée de 377 athlètes (291 hommes et 86 femmes), termine première du classement par nations avec 107 médailles (45 en or, 28 en argent et 34 en bronze). Leur porte-drapeau lors de la cérémonie d'ouverture est l'escrimeuse Janice Romary.
Plusieurs gestes de protestation furent exécutés par des athlètes américains contre la ségrégation raciale en vigueur aux États-Unis, notamment par les athlètes Tommie Smith et John Carlos lors de la cérémonie de remise des médailles du 200 m.

## Engagés par sport

### Volley-ball
Hommes (7e place)
- John Alstrom
- Mike Bright
- Wink Davenport
- Smitty Duke
- Tom Haine
- Jack Henn
- Butch May
- Danny Patterson
- Larry Rundle
- Jon Stanley
- Rudy Suwara
- Pedro Velsaco
- Coach: Jim Coleman

Femmes (8e place)
- Patti Lucas Bright
- Kathryn Ann Heck
- Fanny Hopeau
- Ninja Jorgensen
- Laurie Lewis
- Miki McFadden
- Marilyn McReavy
- Nancy Owen
- Barbara Perry
- Mary Perry
- Sharon Peterson
- Jane Ward (capitaine)
- Coach: Harlan Cohen